# Символы Франции
Символы Французской республики — это эмблемы французской нации, которые вписываются в республиканскую традицию.

## Исторические символы
- орифламма Сен-Дени;
- штандарты и флаги королевской Франции.

### Геральдическая лилия
Флёр-де-Лис (фр. fleur de lis, дословно «цветок лилии») — лилия. Долгое время лилия являлась эмблемой королей Франции.
На языке геральдики герб с лилиями всё ещё обозначает Францию. Большинство европейских государств используют старые гербы, использовавшиеся во времена монархии, как знаки суверенитета и национальной преемственности. Французская республика никогда не желала использовать эту эмблему.

## Список символов Французской республики
Национальными эмблемами Пятой республики являются:
| Изображение | Название                     | Описание | Дата                                 |
| ----------- | ---------------------------- | --- | ------------------------------------ |
|             | 14 июля                      | 14 июля является национальным праздником. В этот день Франция празднует историческое событие — взятие Бастилии. | Празднуется с 14 июля 1789 г.        |
|             | Марианна                     | Аллегорическое изображение Республики. Изображение молодой женщины во фригийском колпаке) является олицетворением национального девиза Франции: Свобода, Равенство, Братство (Liberté, Égalité, Fraternité). | Принята с сентября 1792 г.           |
|             | Трёхцветный флаг             | Флаг состоит из трёх равных полос — синяя (у древка), белая (в центре) и красная (с краю). Имеет пропорции 2:3. | Принят 20 мая 1794 г.                |
|             | Марсельеза                   | Гимн Французской республики. | Провозглашена гимном 14 июля 1795 г. |
|             | Свобода, равенство, братство | Девиз Французской республики. | Становится девизом в 1848 г.         |
|             | Государственная марка        | Прямоугольник с соотношением сторон 5:3, в верхней части которого размещается флаг Франции с профилем Марианны посередине, а в нижней — девиз «Свобода, равенство, братство», и, под горизонтальной чертой — надпись «Французская Республика» (République Française), набранная специально разработанным шрифтом «Марианна». | Принят 24 сентября 1999 г.           |
|             | Эмблема Франции              | У Французской Республики нет официального герба, так как герб всегда ассоциировался с монархией. Начиная с 2003 года все государственные администрации используют государственный логотип; в то же время на многих других официальных документах (например, на обложке паспорта) изображена неофициальная эмблема Франции. | Принят с 1999 г.                     |
|             | Орден Почётного легиона      | Является национальным орденом (организацией), учреждённым по примеру рыцарских орденов, принадлежность к которому является высшим знаком отличия, почёта и официального признания особых заслуг во Франции. Приём в члены Ордена осуществляется за неоценимые военные или гражданские заслуги президентом Французской республики, который является по должности Великим Магистром (Гран-Мэтром) Ордена. Почётный легион играет, таким образом, роль одной из важнейших институций французского государства. В принципе, за некоторыми исключениями, в Орден не принимают посмертно. По утверждению генерала Де Голля: «Почётный легион — это сообщество элиты живых». | Учреждён 19 мая 1802 г.              |
|             | Орден «За заслуги»           | Этот орден является второй наградой после ордена Почётного легиона во Франции и даётся за выдающиеся военные или гражданские заслуги. | Учреждён 3 декабря 1963 г.           |

## Другие символы
| Изображение | Название                                   | Описание | Дата             |
| ----------- | ------------------------------------------ | --- | ---------------- |
|             | Большая печать Франции                     | Современная печать восходит ко времени Второй республики. На ней изображён символ Свободы — сидящая женщина, увенчанная лавровым венцом с семью шипами. | С 1848 г.        |
|             | Галльский петух                            | Символ Французской Республики. | Символ с 1601 г. |
|             | Гексагон                                   | Изображение материковой Франции на картах по форме напоминает правильный шестиугольник. Гексагон присутствует на монетах франка и евро, дорожных знаках, в составе многих логотипов (например, «самых красивых коммун Франции»), на олимпийских медалях 2024 года. Слово «Гексагон» используется как синоним Франции. | С XIX века       |
|             | Лотарингский крест (фр. Croix de Lorraine) | Символ движения Сопротивления во Франции | Символ с 1940 г. |

- Трёхцветная кокарда[фр.] (с 1789 года)
- фригийский колпак
- ликторские пучки (с 1792 года)
- монограмма RF (аббревиатура слов République française — Французская республика).
- галльская франциска / лотарингский крест

### Персоналии
- Жанна д’Арк
- Оноре де Бальзак
- Брижит Бардо
- Жан-Поль Бельмондо
- Люк Бессон
- Жюль Верн
- Серж Генсбур
- Шарль де Голль
- Виктор Гюго
- Ален Делон
- Катрин Денёв
- Жерар Депардьё
- Кристиан Диор
- Александр Дюма
- Зинедин Зидан
- Королева Марго
- Жак-Ив Кусто
- Мария Кюри
- Андре Ленотр
- Людовик XIV
- Эдуард Мане
- Мария-Антуанетта
- Софи Марсо
- Мирей Матьё
- Клод Моне
- Ги де Мопассан
- Наполеон I
- Шарль Перро
- Эдит Пиаф
- Маркиза де Помпадур
- Диана же Пуатье
- Жан Рено
- Пьер Ришар
- Огюст Роден
- Антуан де Сент-Экзюпери
- Доминик Энгр